# Вельде, Брам ван
Брам ван Вельде (нидерл. Bram (Abraham Gerardus) van Velde, 19 октября 1895, Зутервауде, Нидерланды — 28 декабря 1981, Гримо, департамент Вар, Франция) — нидерландский живописец.

## Биография и творчество
Сын мелкого предпринимателя, бросившего семью. Мать с четырьмя детьми в глубокой бедности жила в Лейдене, Гааге и др. В 1907 Брам ван Вельде поступил в Гааге учеником в оформительскую фирму, получил некоторую поддержку местных меценатов, копировал в музее старых голландских мастеров. С 1922 путешествовал по Европе, неподолгу жил в Мюнхене, Бремене, в колонии немецких художников в Ворпсведе (к которой некогда был близок и о которой писал Р. М.Рильке), затем в Париже, снова в Бремене (где в 1927 состоялась его первая выставка), затем в Берлине и Париже. Во французской столице в конце 1920-х- начале 1930-х гг. — вместе с братом Гером ван Вельде (1897—1987) — несколько раз выставлялся в Салоне Независимых. В этот период открыл для себя живопись Матисса, познакомился с Пикассо. С 1929 по 1936 вместе с женой, немецкой художницей Лилли Клёкер, жил в Испании, семья бедствовала. Жена умерла в больнице, Б. ван В. был репатриирован во Францию. Несколько раз арестовывался французскими властями из-за непорядка в документах, разговоров на улицах по-немецки и т. п. Подружился с С. Беккетом, который несколько раз писал о его творчестве.
Несмотря на то, что в конце 1930-х художник, казалось, обрел свой настоящий стиль, став одним из лидеров информеля, в 1941 он бросает живопись и вновь начинает писать лишь в 1945 (такие разрывы и прочерки случались в творчестве Б. ван В. не один раз). Первая большая выставка его работ в одной из галерей Парижа состоялась в 1946 и была абсолютно провальной. Такими же оказались экспозиции в 1947 в галерее Эме Мага и в 1948 в Нью-Йорке. Художник снова бросает живопись, Маг в 1952 разрывает с ним контракт. В 1958 большую ретроспективу Б. ван В. устраивает в Кунстхалле в Берне, и художник перебирается в Женеву. Несколько лет он делит жизнь между Женевой и Парижем, а с 1967 практически постоянно живет в Швейцарии.

## Признание
Лишь после 1961 к работам Брама ван Вельде начинает понемногу приходить признание. В 1964 он становится кавалером французского Ордена искусства и литературы, в Голландии ему присуждают орден Оранских-Нассау (1969), в 1975 он награждается премиями Академий изящных искусств Лозанны, Женевы и Невшателя, в 1980 получает исландский орден Сокола. С 1973 Э.Маг возобновляет свой контракт с художником. Ван Вельде иллюстрировал книги Гёльдерлина, Мориса Бланшо, Ива Бонфуа, Андре дю Буше.
Брам ван Вельде умер на юге Франции, около Сен-Тропеза, похоронен в Арле.